# 47 aC
El 47 aC va ser un any del calendari romà pre-julià. A l'Imperi Romà es coneixia com l'Any del Consolat de Calè i Vatini (o també any 707 ab urbe condita). La denominació 47 aC per a aquest any s'ha emprat des de l'edat mitjana, quan el calendari Anno Domini va esdevenir el mètode prevalent a Europa per a anomenar els anys.

## Esdeveniments

### Àsia
- Feng Yuan, es consolida emperador de la Xina durant la Dinastia Han.

### República Romana
- Quint Fufi Calè i Publi Vatini són cònsols.
- Juli Cèsar rep el títol d'imperator perpetu.
- Segona guerra civil romana:
  - Febrer - el general romà Juli Cèsar i la seva aliada Cleòpatra VII d'Egipte derroten les forces rivals de la reina Arsinoe IV en la batalla del Nil.
  - Maig - Cèsar derrota a Farnaces II, rei de Bòsfor en la batalla de Zela.
  - La faraona Cleòpatra VII promou el ser germà menor Ptolemeu XIV d'Egipte a la co-governància.
  - Octubre - El Cèsar sufoca un motí dels seus veterans a Roma.
  - Un fill de Pompeu el Gran, Gneu Pompeu el Jove, després de la mort del seu pare, sommet les Balears sense lluita. Només Eivissa resisteix, però al final es conquistada.

## Naixements
- Properci, poeta llatí
- Ptolemeu XV Cesarió, rei d'Egipte
- Marc Antoni Antillus fill de Marc Antoni i Fúlvia.

## Necrològiques
- 13 de juny - El faraó Ptolemeu XIII Filopàtor (ofegat al riu Nil).
- Farnaces II del Regne del Pont.